# Woodbridge (New Jersey)
Woodbridge – jednostka osadnicza w hrabstwie Middlesex w stanie New Jersey w USA. Miasto według danych z 2000 roku liczyło około 18,3 tys. mieszkańców. Miasteczko zostało nazwane na cześć duchownego, Johna W. Woodbridge (1613–1691) z Newbury w Massachusetts. Miejscowość należy do konglomeracji Woodbridge Township. Kod pocztowy (ZIP code) to: 07095

## Geografia
- Według United States Census Bureau, miejscowość ma powierzchnię 10,0 km² z czego 9,9 km², to ląd, a 0,1 km² to powierzchnia wodna. Woda stanowi 0,26% powierzchni.

## Demografia
- Według danych z roku 2000 miejscowość ma 18 309 mieszkańców. Gęstość zaludnienia to 1826 os./km².
- Struktura rasowa ludności;
  - Rasa:
    - Biali – 74,44%
    - Azjaci – 12,85%
    - Latynosi/pochodzenia hiszpańskiego dowolnej rasy – 9,84%
    - Czarna/Afroamerykanie – 7,64%
    - Indianie/rdzenni Amerykanie – 0,12%
    - Oceania – 0,02%
    - Inne – 2,96%
    - Dwie lub więcej – 1,97%
- Średni dochód:
  - Gospodarstwo domowe – 60 594 USD
  - Rodzina – 70 184 USD
  - Mężczyźni – 50 071 USD
  - Kobiety – 34 928 USD
  - Osoby poniżej progu ubóstwa – 5,8%
  - Rodziny poniżej progu ubóstwa – 3,9%
  - Osoby poniżej progu ubóstwa w wieku 18 lat lub młodsze – 6,2%
  - Osoby poniżej progu ubóstwa w wieku 65 lat lub starsze – 8,0%